# جامع بمنقول متوقع

4 بت لجامع بمنقول متوقع

تقدر هذه الجوامع الحمل القادم من الخانة السابقة لكل خانة فيما إذا كان سيحمل القيمة (0 أو 1) بسرعة كبيرة بالنسبة إلى الجوامع الزاحفة.
في الشكل المرسوم جوامع كاملة موصولة على التسلسل (تشكل جامع زاحف)، كل حمل ناتج عن إحدى هذه الجوامع هو الحمل القادم للجامع التالي:
يمكن كتابة جدول الحقيقة لتابع الحمل الناتج من جمع خانتين لجامع كامل i كما يلي :
| Ci+1 |  | Ci | Yi | Xi |
| ---- |  | -- | -- | -- |
| 0    |  | 0  | 0  | 0  |
| 0    |  | 1  | 0  | 0  |
| 0    |  | 0  | 1  | 0  |
| 1    |  | 1  | 1  | 0  |
| 0    |  | 0  | 0  | 1  |
| 1    |  | 1  | 0  | 1  |
| 1    |  | 0  | 1  | 1  |
| 1    |  | 1  | 1  | 1  |

وبالتي يكون تابع الحمل كما يلي :
{\displaystyle c_{i+1}=x_{i}y_{i}+x_{i}c_{i}+y_{i}c_{i}=x_{i}y_{i}+(x_{i}+y_{i})c_{i}}
{\displaystyle c_{i+1}=g_{i}+p_{i}c_{i}}
حيث
{\displaystyle g_{i}=x_{i}y_{i}}
{\displaystyle p_{i}=x_{i}+y_{i}}
التابع gi يساوي (1) عندما كلا الدخلين Xi و Yi يساويان الـ "1" بغض النظر عن قيمة الحمل الآتية لهذه الخانة Ci وفي هذه الحالة (Xi=Yi=1) فإنه سيتولد الحمل الناتج(سيصبح Ci+1=1) بغض النظر عن الحد الثاني من تابع Ci+1 لذلك فإن g تدعى
/ التابع المولد للحمل /.
إن التابع Pi يساوي الـ "1" عندما أحد الدخلين Xi و Yi على الأقل يحمل القيمة "1"
في هذه الحالة (أحد الدخلين فقط يساوي "1")
سيكون الحمل الناتج مساوياً "1" (Ci+1=1) إذا كان Ci=1
لأن gi يساوي "0" وPi يساوي "1" ولدينا
{\displaystyle c_{i+1}=g_{i}+p_{i}c_{i}}
أي أن Ci+1 يصبح مساوياً "1" نتيجة لوجود Ci=1 وانتقاله (انتشاره) إلى تلك الخانة من الجمع (i)، لذلك يسمى Pi / تابع انتشار الحمل /.
بما أن
{\displaystyle c_{i+1}=g_{i}+p_{i}c_{i}}
فإن
{\displaystyle c_{i}=g_{i-1}+p_{i-1}c_{i-1}}
وبالتالي
{\displaystyle c_{i+1}=g_{i}+p_{i}(g_{i-1}+p_{i-1}c_{i-1})=g_{i}+p_{i}g_{i-1}+p_{i}p_{i-1}c_{i-1}}
ويمكن كتابة كل حمل بدلالة حمل الخانة السابقة حتى الوصول إلى حمل الخانة الأولى C0 :
{\displaystyle c_{i+1}=g_{i}+p_{i}g_{i-1}+p_{i}p_{i-1}g_{i-2}+\ldots +p_{i}p_{i-1}\ldots p_{2}p_{1}g_{0}+p_{i}p_{i-1}\ldots p_{1}p_{0}c_{0}}
نلاحظ أن الحمل Ci+1 ينتج بسرعة كبيرة من خلال المرور بدارات مكونة من AND و OR
إن الشكل التالي يبين دارة جامع التنبؤ بالحمل لجمع عدد مكون من خانتين :
في هذه الدارة C2 تنتج بنفس الزمن الذي تنتج به C1 أي بزمن المرور بثلاث [بوابات منطقية| وإذا وسعنا الدارة لتشمل جمع عددين بـ n خانة فإن آخر حمل Cn سينتج بنفس الزمن أيضاً.
إن قيم كل gi و Pi تتحدد بعد المرور ببوابة واحدة فقط، لذلك يكون الزمن الكلي الذي يستغرقه جامع التنبؤ بالحمل لـ n خانة هو زمن المرور بأربع بوابات منطقية بالإضافة إلى زمن المرور بالبوابة XOR.
لكن المشكلة في بناء دارة جامع التنبؤ بالحمل هي أن الدارة تزداد تعقيداً كلما زاد عدد الخانات، ولحل هذه المشكلة يمكن وضع كل عدد معين من الخانات في جامع تنبؤ بالحمل، ثم نصل الحمل الناتج لكل جامع بـ Cin للجامع الذي يليه بطريقة الجامع الزاحف أو جوامع التنبؤ بالحمل.
فمثلاً لتصميم دارة جامع تنبؤ بالحمل لعددين مكونين من 32 خانة (32-bit) يمكن تقسيم الجامع إلى أربعة جوامع لأعداد مكونة من ثمان خانات ،وبالتالي سيكون هناك لكل جامع من الجوامع الأربعة حمل خارج منه (C8، C16، C24، C32) وفي هذه الحالة هناك احتمالين لوصل حمل كل جامع مع الجامع التالي : إما بطريقة الجوامع العادية ذات الحمل الزاحف فيصبح شكل جامع الـ 32 خانة كما يلي :
أو بطريقة جامع التنبؤ بالحمل (إن الجامع الناتج عن وصل جوامع التنبؤ بالحمل بهذه الطريقة يسمى بجامع التنبؤ بالحمل المرتبي).

## وصلات خارجية
- جامع التنبؤ بالحمل
- محاكاة جامع التنبؤ بالحمل